# Dipartimento di Ituzaingó
Ituzaingó è un dipartimento argentino, situato nella parte settentrionale della provincia di Corrientes, con capoluogo Ituzaingó.
Esso confina con i dipartimenti di San Miguel, Concepción, Mercedes, San Martín e Santo Tomé, con la repubblica del Paraguay e con la provincia di Misiones.
Secondo il censimento del 2001, su un territorio di 8.613 km², la popolazione ammontava a 30.565 abitanti, con un aumento demografico del 6,55% rispetto al censimento del 1991.
Il dipartimento comprende 5 comuni: Colonia Liebig, Ituzaingó, San Antonio, San Carlos e Villa Olivari.